# Parti du sol libre
Le Parti du sol libre (Free Soil Party en anglais) est un parti politique des États-Unis qui fut actif lors des élections présidentielles de 1848 et 1852, et dans quelques élections de gouverneurs d'États depuis.
Troisième parti en nombre de voix aux présidentielles, derrière le Parti démocrate et le Parti whig, ses principaux dirigeants étaient d'anciens membres anti-esclavagistes de ces deux partis. Le principal but du Parti du sol libre était de s'opposer à l'expansion de l'esclavage dans les nouveaux territoires de l'ouest, arguant que des hommes libres sur un sol libre constituaient un système supérieur moralement et économiquement à celui de l'esclavage. Les free soilers étaient opposés à l'expansion de l'esclavage mais admettaient, au moins dans un premier temps, son maintien dans les États où il existait déjà. 
Ils présentèrent Martin Van Buren et Charles Francis Adams, Sr. comme candidats à la présidence et vice-présidence lors de l'élection présidentielle de 1848 où ils obtinrent un peu plus de 10 % des suffrages. Le compromis de 1850 qui règle temporairement la question de l’esclavage permit à un nombre important free soilers, notamment les partisans et proches de Martin Van Buren de retourner au Parti démocrate. Il ne restait plus que les abolitionnistes menés par Salmon P. Chase de l’Ohio, John P. Hale du New Hampshire et Charles Sumner du Massachusetts qui voulaient supprimer l'esclavage des États du sud. Ils désignèrent John P. Hale et George Washington Julian (en) à l'élection présidentielle de 1852 où ils obtinrent un peu moins de 5 % des suffrages. La plupart des membres du Parti du sol libre rejoignirent alors le Parti républicain lors de la création de ce dernier en 1854.